# خوسيه لويس تابيا
خوسيه لويس تابيا (بالإسبانية: José Luis Tapia)‏ هو سياسي مكسيكي، ولد في 18 يونيو 1963 في ولاية واهاكا في المكسيك. حزبياً، نشط في الحزب الثوري المؤسساتي. وقد انتخب عضو مجلس النواب المكسيك.